# Bisolita strigata
Bisolita strigata är en fjärilsart som beskrevs av Aurivillius 1906. Bisolita strigata ingår i släktet Bisolita och familjen tandspinnare. Inga underarter finns listade i Catalogue of Life.